# بنيامين هايزنبيرغ
بنيامين هايزنبيرغ (بالألمانية: Benjamin Heisenberg) (و. 1974  م) هو مخرج أفلام، وكاتب سيناريو، وفنان تشكيلي ألماني، ولد في توبينغن.

## التعليم
تعلم في جامعة التلفاز والأفلام في ميونخ ‏.

## جوائز
حصل على جوائز منها:
- جائزة الفيلم النمساوية [الإنجليزية]‏.

## وصلات خارجية
- بنجامين هايزنبيرغ على موقع IMDb (الإنجليزية)
- بنجامين هايزنبيرغ على موقع مونزينجر (الألمانية)
- بنجامين هايزنبيرغ على موقع ألو سيني (الفرنسية)
- بنجامين هايزنبيرغ على موقع أول موفي (الإنجليزية)
- بنجامين هايزنبيرغ على موقع قاعدة بيانات الأفلام السويدية (السويدية)
- بنجامين هايزنبيرغ على موقع قاعدة بيانات الفيلم (الإنجليزية)
- بنجامين هايزنبيرغ على موقع كينوبويسك (الروسية)